# Sorano
Sorano är en ort och kommun i provinsen Grosseto i regionen Toscana i Italien. Kommunen hade 3 265 invånare (2018).